# Alan Cardy
Pour les articles homonymes, voir Cardy.
Pas d'image ? Cliquez ici

a Compétitions nationales et continentales officielles uniquement.

b Matchs officiels uniquement.
Dernière mise à jour le 8 septembre 2022.
Alan Cardy, est né le 12 septembre 1945 à Sydney, en Nouvelle-Galles du Sud (Australie), et mort le 19 décembre 2021 dans la même ville. Il est un ancien joueur de rugby à XV et de rugby à XIII australien. Il joua avec l'équipe d'Australie de 1966 à 1968 (9 sélections). Il jouait au poste d'ailier.

## Biographie
Alan Cardy porte les couleurs du club de Drummoyne de Sydney.
Il reçoit sa première cape avec l'équipe d'Australie à 21 ans contre les Lions.
En 1969 il change de code et passe au XIII au sein de la formation des Eastern Suburbs. Il ne fera jamais une aussi brillante carrière, la faute à une grave blessure (jambe fracturée).
Il décède en décembre 2021, à l'âge de 76 ans, dans sa maison de Sydney.

## Palmarès de rugby à XV
- Nombre de tests avec l'Australie : 9
- 2 essais
- Tests par saison : 4 en 1966, 3 en 1967, 2 en 1968